# August Schrader (Ingenieur)

August Schrader

August Schrader (* 3. April 1807 in Deutschland; † 7. Juni 1894) erfand 1849 einen Kupfer-Taucherhelm, 1891 das Schrader-Ventil für Luftreifen und 1893 ließ er zusammen mit seinem Sohn die Ventilkappe für Reifen patentieren, was mit eine Grundlage zum Erfolg des Schrader-Ventilsystems war, es setzte sich für Luftreifen von Kraftfahrzeugen weltweit durch.

## Leben
Als Mechaniker emigrierte er 1840 aus Hannover in die USA nach New York. Ein Jahr zuvor hatte Goodyear die Vulkanisierung von Gummi patentiert. Im Frühjahr 1844 hatte Schrader genug Geld gespart, um einige Maschinen zu kaufen und einen Laden in der John Street 115 in Manhattan zu eröffnen. Er stellte Daguerreotypie-Apparate her und ging bald darauf eine Partnerschaft mit dem Dreher Christian Baecher ein.

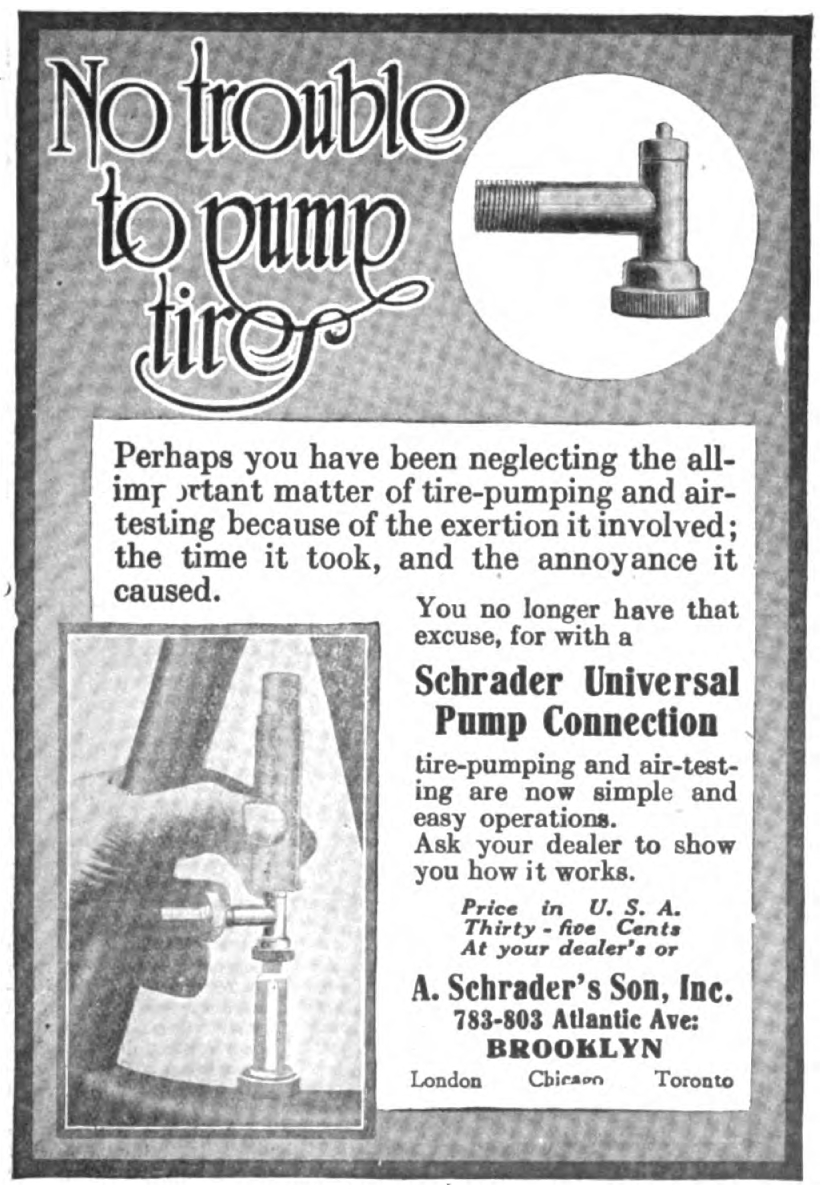
Schrader-Ventil-Anzeige in der Zeitschrift Horseless Age vom 15. Februar 1918.

1845 vertrieb er Armaturen und Ventile für Gummiprodukte der Goodyear-Brüder. Als er Taucher beobachtete, dachte er über eine Verbesserung der Taucherhelme nach und produzierte 1849 zwei Kupferhelme, die er der Union India Rubber Co. für jeweils 12,00 $ verkaufte. Im folgenden Jahr entwickelte er eine Luftpumpe für Taucheranzüge. Eine verbesserte Version stellte er 1856 auf der Industriemesse im Crystal Palace aus.
Etwa in dieser Zeit, nach einem Radrennen bei Niagara Falls, bei dem englische Fahrer mit ihren luftgefüllten Reifen gewannen, bestand Bedarf nach einem Fahrradventil, das er 1891 produzierte. 1893 patentierte er die Ventilkappe und führte Ventile für Autoreifen ein.

## Familie
August Schrader war seit 1855 mit Carolyn Kluth Schrader (* 23. Januar 1819; † 4. September 1890) verheiratet. Ihr gemeinsamer Sohn George H. F. Schrader (10. Oktober 1858; † 15. November 1915) trat 1890 mit in das Geschäft ein.